# Шахтинская волость
Шахтинская волость — административно-территориальное образование в составе Жиздринского уезда Калужской (с 1920 — Брянской) губернии, существовавшее с 1918 по 1924 год.
Образована 12 мая 1918 года из частей Зимницкой и Будской волостей, утверждена постановлением Жиздринского уисполкома от 31 мая 1918.
Административный центр — с. Усты. Название волости — по находившейся на её территории станции Шахта Мальцовской узкоколейной дороги Людиново-Палики.
Количество дворов и население по сельсоветам по переписи 1926 года:
Шахтенский сельсовет:
- Волеватка — 8 дворов, 31 человек
- пос. Дубняк — 4, 23
- Кожановка — 49, 250
- пос. Красная новь — 4, 22
- Пузановка — 132, 629
- хутор Стрижевский — 1,4
- пос. Шахта — 7, 29

И т о г о — 205, 988
Устовский сельсовет:
- Кремичное — 64, 352
- с. Усты — 119, 605
- Халелёвка — 25, 146

И т о г о — 208, 1103
Будский сельсовет:
- п. Белоострово — 5, 26
- Буда-Монастырская — 183, 941
- Клестово (Ведровка) — 72, 395
- Пустынка — 115, 627

И т о г о — 375, 1989
Ясенокский сельсовет:
- Высокое (Жерёбовка) — 35, 187
- п. Никитинский — 5, 26
- с. Ясенок — 157, 791.

И т о г о — 197, 1004
Пыренский сельсовет:
- п. Ивановский — 4, 25
- п. Карл Маркс — 6, 37
- п. Костина Винница — 4, 27
- п. Ливадия — 11, 70
- Плавля — 4, 31
- Пыренка — 113, 666
- п. Пыренский — 7, 43
- Славянка (Славинка) — 34, 211

И т о г о — 183, 1110.
С 1 января 1925 года в результате укрупнения вошла в состав Будской волости.